# Lijst van voetbalinterlands Barbados - Dominicaanse Republiek (vrouwen)
Deze lijst van voetbalinterlands is een overzicht van alle officiële voetbalinterlands tussen de nationale vrouwenteams van Barbados en de Dominicaanse Republiek. De landen hebben tot nu toe twee keer tegen elkaar gespeeld.

## Wedstrijden
| № | Plaats        | Datum             | Competitie                            | Wedstrijd                         | Uitslag |
| - | ------------- | ----------------- | ------------------------------------- | --------------------------------- | ------- |
| 1 | Santo Domingo | 26 september 2023 | CONCACAF W Gold Cup 2024 kwalificatie | Dominicaanse Republiek − Barbados | 3 − 0   |
| 2 | Bridgetown    | 1 december 2023   | CONCACAF W Gold Cup 2024 kwalificatie | Barbados − Dominicaanse Republiek | 1 − 7   |

## Samenvatting
| Competitie                       | Totaal gespeeld | Winst Barbados | Gelijk | Winst Dominicaanse Republiek | Doelsaldo Barbados – Dominicaanse Republiek |
| -------------------------------- | --------------- | -------------- | ------ | ---------------------------- | ------------------------------------------- |
| CONCACAF W Gold Cup kwalificatie | 2               | 0              | 0      | 2                            | 1 − 10                                      |
| Totaal                           | 2               | 0              | 0      | 2                            | 1 − 10                                      |